# Cortex périamygdalien
Le cortex périamygdalien (ou aire périamygdalienne) est une partie du rhinencéphale composé du paléocortex.
Le cortex périamygdalien joue un rôle dans l'olfaction.
Il a été suggéré que la région gauche du cortex périamygdalien pouvait jouer un rôle dans le bâillement.